# داريل نيتا
داريل نيتا (بالإنجليزية: Daryll Neita) هي عداءة مسافات قصيرة بريطانية ولدت في يوم 29 أغسطس 1996 في مدينة لندن. أبرز إنجازاتها كان فوزها بالميدالية البرونزية في سباق 4*100 متر تتابع في دورة الألعاب الأولمبية الصيفية 2016 في ريو دي جانيرو. كما فازت بالميدالية الفضية في بطولة العالم لألعاب القوى 2017 في لندن وبطولة العالم لألعاب القوى 2019 في الدوحة في سباق 4*100 متر.